# Паскоу
Паскоу (на английски: Pasco) е град в окръг Франклин, щата Вашингтон, САЩ. Паскоу е с население от 52 647 жители (2007) и обща площ от 78,3 km². Намира се на 118 m надморска височина. ЗИП кодът му е 99301-99302, а телефонният му код е 509.